# Seszelska Division One
Division One jest najwyższą piłkarską klasą rozgrywkową na Seszelach. Liga powstała w 1979 roku.

## Drużyny w sezonie 2011
- Anse Réunion FC
- Côte d'Or FC
- La Passe FC
- Light Stars FC
- Northern Dynamo Glacis
- Saint-Francis Baie Lazare
- Saint-Louis Suns United
- Saint-Michel United
- Saint-Roch United
- The Lions Cascade

## Mistrzowie
| - 1979: Saint Louis FC - 1980: Saint Louis FC - 1981: Saint Louis FC - 1982: Mont Fleuri Victoria - 1983: Saint Louis FC - 1984: Mont Fleuri Victoria - 1985: Saint Louis FC - 1986: Saint Louis FC - 1987: Saint Louis FC - 1988: Saint Louis FC - 1989: Saint Louis FC |  | - 1990: Saint Louis FC - 1991: Saint Louis FC - 1992: Saint Louis FC - 1993: nie rozgrywano - 1994: Saint Louis FC - 1995: Sunshine Victoria - 1996: Saint-Michel United - 1997: Saint-Michel United - 1998: Red Star Anse-aux-Pins - 1999: Saint-Michel United - 2000: Saint-Michel United |  | - 2001: Red Star Anse-aux-Pins - 2002: La Passe FC oraz Saint-Michel United - 2003: Saint-Michel United - 2004: La Passe FC - 2005: La Passe FC - 2006: Anse Réunion FC - 2007: Saint-Michel United - 2008: Saint-Michel United - 2009: La Passe FC - 2010: Saint-Michel United |

## Podsumowanie
| Klub                   | Liczba tytułów | Ostatni tytuł |
| ---------------------- | -------------- | ------------- |
| Saint Louis FC         | 13             | 1994          |
| Saint-Michel United    | 10             | 2010          |
| La Passe FC            | 4              | 2009          |
| Mont Fleuri Victoria   | 2              | 1984          |
| Red Star Anse-aux-Pins | 2              | 2001          |
| Anse Réunion FC        | 1              | 2006          |
| Sunshine Victoria      | 1              | 1995          |